# 光華樓
光華樓是中華人民共和國復旦大學的教學樓，位於上海市楊浦區復旦大學邯鄲校區，其高142公尺，是目前中國大陸第二高、全球第八高的大學教學樓，2005年建成時被列為該年上海市重大工程項目。李敖、朱立倫、賴清德、馬英九都曾到訪光華樓。

## 沿革
1999年11月23日，共青團復旦大學委員會刊物《復旦青年》登出了一篇《校園三年大變樣》，文中時任校長王生洪透露將在三年內，於校內操場北面建設一棟「在全國高校建築中規模與功能都超前的智能化大樓」。2000年4月3日到4月13日間，學校規劃了八個概念設計方案的詳圖及1：500比例的模型在逸夫科技樓展出，並於現場設置了師生投票箱。同年9月，校方在原三號方案的基礎上調整並確認為最終方案。樓名與大學校名同出自《尚書大傳》之「日月光華，旦復旦兮」。
2002年12月30日，光華樓正式動工。2004年完成結構封頂。2005年5月27日為復旦大會百年校慶，校方當天為光華樓舉行落成典禮。光華樓落成時為中國第一高和世界第四高的教學樓，2018年深圳北理莫斯科大學高156米的主樓落成後退居中國第二高樓。

## 樓層使用
光華樓共有東主樓、東輔樓、西主樓、西輔樓四棟建築，東西兩主樓在1樓到15樓皆可連通，地下兩層皆為停車場。東輔樓多為會議室、東主樓是理科院系辦公室、西輔樓為教室、西主樓是文科院系辦公室，並在15樓設有咖啡廳。

## 事件
- 2018年，別克汽車將光華樓的東輔樓和復旦學生食堂「旦苑」作為廣告背景，並將東輔樓的光華樓字樣改為「婚姻登記處」，引起著作權、智慧財產權等相關討論。[17]
- 2021年，一名復旦大學數學科學學院的青年研究員因不滿考核不及格導致院系不續聘，持銳器前往光華樓的院系辦公室並將其學院的黨委書記殺害，即復旦割喉案。[18]